# (74263) 1998 SH89
(74263) 1998 SH89 – planetoida z pasa głównego asteroid okrążająca Słońce w ciągu 3,87 lat w średniej odległości 2,46 j.a. Odkryta 26 września 1998 roku.